# São Gabriel (kommun i Rio Grande do Sul, Brasilien)
São Gabriel är en kommun i Brasilien.   Den ligger i delstaten Rio Grande do Sul, i den södra delen av landet, 1 700 km söder om huvudstaden Brasília. Antalet invånare är 60 508.
Följande samhällen finns i São Gabriel:
- São Gabriel

Trakten runt São Gabriel består i huvudsak av gräsmarker. Runt São Gabriel är det ganska glesbefolkat, med 28 invånare per kvadratkilometer.